# Очерклевич
Очерклевич (пол. Oczerklewicz, англ. Ocherklevych) — рідкісне українське прізвище.

## Історія
Родовим гніздом родини Очерклевичів з другої половини XVIII століття було селище Великий Любінь. Найдавнішим документально відомим носієм прізвища є Антон Очерклевич, який народився близько 1761 року. Дату його народження відновлено за даними запису про його смерть. Антон Очерклевич помер у селищі Великий Любінь 27 січня 1824 року у віці 63 років. Генеалогічне дослідження свідчить, що всі нині живі носії прізвища походять саме від Антона.

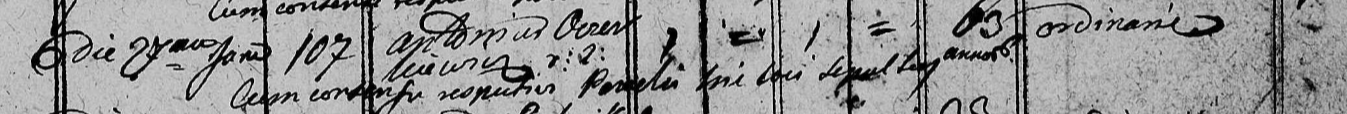
Запис про смерть Антона Очерклевича, 27 січня 1824 р., Великий Любінь

## Етимологія
У найстаріших метричних книгах прізвище фіксувалося в транскрипції Oczerkiewicz — очеркевич. Очевидно, корінь прізвища пов'язують із дієсловом очеркувати, що означає «окреслювати», або ж із діалектною формою слова оче́рки. Первинне значення цих слів та встановлені аналогії залишаються предметом подальших досліджень.

## Написання та варіанти
Архаїчні типи написання прізвища: Ocerkewicz, Oczerkiewicz. Скоріш за все, прізвище Оцерклевич також є похідним від Очерклевич.

## Поширення
Очерклевич належить до категорії рідкісних українських прізвищ. За даними до початку російсько-української війни 2014 року, в Україні мешкало близько 70 носіїв цього прізвища, переважна більшість з яких проживала у Львівській області.
Крім України, локальні осередки носіїв цього прізвища зафіксовані в:
- Польща — близько 29 осіб[3];
- Канада — близько 15 осіб[4];
- Великобританія — близько 9 осіб[4].

Загальна кількість носіїв оцінюється як така, що не перевищує 200 осіб, переважна більшість з яких проживає в Україні.

### Сімейне дерево
За сімейним деревом Очерклевичів, що простягається з 1761 по наші дні, фігурує понад 236 носіїв прізвища;

## Дослідження та публікації
Існує праця «Історія та генеалогія родини Очерклевичів із селища Великий Любінь на Львівщині у другій половині XVIII століття — до 1945 р.» авторства Олександра Очерклевича. Праця охоплює період із другої половини XVIII століття до середини XX століття і базується виключно на автентичних архівних джерелах: метричних книгах, шлюбних і смертних записах, кадастрах та переписах населення, реконструюючи понад шість поколінь роду, починаючи з Антона Очерклевича.
Представники роду Очерклевичів також були членами «Просвіти», про що свідчать дані, подані у книзі Івана Магоцького «Спогади».

## Міграція та розселення
До кінця XIX століття Очерклевичі здебільшого жили у Великому Любені та прилеглих селах (наприклад, Малий Любінь, Мавковичі, Артищів). Проте у 1890-х роках перша сім'я переїхала ближче до Львова: сімейство Івана Павловича переїхало з Любеня Великого до Суховолі близько 1891—1892 років (до 1891 року записи сімейства були в Любінській церкві, а з 1892 року — вже в Суховолі, а предки цього сімейства оселилися у Зимній Воді, Конопниці, Львові).
У першій половині XX століття деякі представники роду почали мігрувати. Так, засновником канадської гілки став Григорій Очерклевич (нар. 1919), а засновником британської гілки був Петро Павло Очерклевич (нар. 1925), який перебрався до Англії після другої світової війни (його батько Василь, родом із Суховолі). Одна з польських гілок Очерклевичів походить із Зимної Води, інші ще перебувають у процесі дослідження.

## Віросповідання
Переважна більшість Очерклевичів, що проживали на Львівщина до початку XX століття, були українськими греко-католиками, за винятком поодиноких випадків, коли люди хрестилися в римо-католицьких костелах. Це підтверджується тим, що метричні записи представників роду зберігаються в метричних книгах Греко-католицька консисторія. Майже всі Очерклевичі, що проживали у Великий Любінь, були хрещені, заручені та відспівані в Дерев'яній церкві святого Миколая. У XX століття, у зв'язку з розселенням, деякі Очерклевичі переходили до конфесій, притаманних території їх проживання, але навіть сьогодні греко-католицизм залишається домінуючим серед представників роду.

## Голокост
Серед носіїв прізвища Очерклевич також є жертви Голокосту, про що свідчать дані в архівах меморіального музею Голокосту у Вашингтоні (США).